# Krahbergzinken
Der Krahbergzinken ist ein 2134 m ü. A. hoher Berg in den Schladminger Tauern, einem Teil der Großgruppe Niedere Tauern in Österreich.

## Lage und Umgebung
Der Berg befindet sich auf der Gemarkung der Gemeinde Schladming nahe der westlichen Grenze des Bundeslandes Steiermark zum Bundesland Salzburg. Der Berg ist Teil eines Gebirgszuges, der sich vom Hauptgrat der Schladminger Tauern mit dem Waldhorn (2702 m ü. A.) nach Norden zur Hochwildstelle (27472 m ü. A.), weiter nach Nordosten über die Ulmspitze (2409 m ü. A.), die Hasenkarspitze (2284 m ü. A.), das Rabenköpfl (2240 m ü. A.), die Sonntagerhöhe (2302 m ü. A.), den Rauhenberg, dem Seerieszinken (2221 m ü. A.) und dem Krahbergzinken bis zum Planai erstreckt.

## Zugang und Wandern
Als Ausgangspunkt kann die Bergstation der Planaibahn (1813 m) dienen. Von der Schladminger Hütte verläuft der Weg über oder um den Planai (auch Schladminger Kaibling) (1906 m ü. A.) zum Krahbergsattel. Von hier beginnt der Aufstieg zum Krahbergzinken. Für den Weg müssen etwa 1,5 Stunden eingeplant werden. Die Bergtour kann um den benachbarten Gipfel Seerieszinken (2221 m ü. A.) erweitert werden. Am Berg führt der Schladminger-Tauern-Höhenweg vorbei. Über den Wanderweg Nr. 779 kann die Preintalerhütte erreicht werden. Von dort kann der Abstieg in Riesachtal erfolgen.